# Interleukine
Interleukinen zijn een groep cytokinen die geproduceerd worden door geactiveerde macrofagen en lymfocyten (beide zijn leukocyten vandaar -leukine) gedurende een immuunrespons. Het doel van de interleukineproductie is om met andere leukocyten te communiceren (vandaar inter-). Interleukinen stimuleren leukocyten om tot proliferatie en differentiatie over te gaan.
 De interleukinen zijn genummerd op volgorde van ontdekking.

## Lijst
Dit is een (onvolledige) lijst van de verschillende interleukinen:
| Naam                            | Familie                                   | geproduceerd door                                                                                   | effect |
| ------------------------------- | ----------------------------------------- | --------------------------------------------------------------------------------------------------- | --- |
| IL-1α                           | niet geklasseerd                          | macrofagen, epitheelcellen                                                                          | koorts, T-celactivatie, macrofaag activatie                                                                         |
| IL-1β                           | niet geklasseerd                          | macrofagen, epitheelcellen                                                                          | koorts, T-celactivatie, macrofaag activatie                                                                         |
| IL-2                            | Hematopoëtinen (bundels van vier helices) | T-helpercellen                                                                                      | T-celproliferatie                                                                                                   |
| IL-3                            | Hematopoëtinen                            | T-cellen, epitheelcellen van thymus                                                                 | synergische werking in vroege hematopoëse                                                                           |
| IL-4                            | Hematopoëtinen                            | T-cellen, mestcellen                                                                                | B-celactivatie, IgE switch, differentiatie naar T-helpercellen                                                      |
| IL-5                            | Hematopoietinen                           | T-cellen, mestcellen                                                                                | groei en differentiatie eosinofiele granulocyten                                                                    |
| IL-6                            | Hematopoëtinen                            | T-cellen, macrofagen, endotheelcellen                                                               | koorts, groei en differentiatie van T- en B-cellen                                                                  |
| IL-7                            | Hematopoëtinen                            | geen T-cellen                                                                                       | groei pre-B-cellen en pre-T-cellen                                                                                  |
| IL-8                            | chemokinen                                | macrofagen, lymfocyten, epitheelcellen, endotheelcellen                                             | chemotaxis neutrofiele granulocyten,                                                                                |
| IL-9                            | Hematopoietinen                           | T-cellen                                                                                            | stimuleert mestcellen om T-helpercellen te stimuleren                                                               |
| IL-10                           | IL-10                                     | T-cellen, macrofagen, EBV getransformeerde B-cellen                                                 | onderdrukt de functies van macrofagen                                                                               |
| IL-11                           | Hematopoietinen                           | stromale fibroblasten                                                                               | synergische werking met IL-3 en IL-4 tijdens hematopoëse                                                            |
| IL-12 (NK-cel-stimulatiefactor) | IL-12                                     | Macrofagen, dendritische cellen                                                                     | activeert NK-cellen, induceert ontwikkeling van CD4+-receptoren op de Th1-cellen                                    |
| IL-13 (P600)                    | Hematopoëtinen                            | T-cellen                                                                                            | B-celgroei en -ontwikkeling, remt cytokineproductie door macrofagen die een ontsteking induceren en remt Th1-cellen |
| IL-14                           | Hematopoëtinen                            | T-cellen en bepaalde kwaadaardige B-cellen                                                          | reguleert de groei en proliferatie van B-cellen , remt Ig-secretie                                                  |
| IL-15                           | Hematopoëtinen                            | mononucleaire fagocyten (en sommige andere cellen), met name macrofagen na infectie door virus(sen) | Induceert de productie van natuurlijke killercellen                                                                 |
| IL-16                           | Hematopoëtinen                            | lymfocyten, epitheelcellen, eosinofielen, CD8+ T-cellen                                             | CD4 + chemoattractant                                                                                               |
| IL-17                           | Hematopoëtinen                            | T-helper 17 cellen                                                                                  | osteoclastogenese , angiogenese , ↑ pro-inflammatoire cytokinen                                                     |